# Norddeutsche Dornier-Werke
Die Norddeutsche Dornier-Werke GmbH (NDW) war ein Tochterunternehmen der Dornier-Werke-GmbH in der Zeit von 1933 bis 1945. 1933 als Dornier-Werk Wismar-GmbH gegründet, wurde der Betrieb 1938 mit den Standorten Lübeck und Berlin-Reinickendorf zu den Norddeutschen Dornier-Werken zusammengefasst. Nach 1945 wurden die Werke auf Beschluss der Potsdamer Konferenz demontiert.

## Geschichte
Die Erfolge mit den Baumustern Do 11, Do 13 und Do 23 brachten die Dornier-Werke im Süden Deutschlands an ihre Kapazitätsgrenze. Als Auftragsfertigung musste die Do 23 bei den Henschel Flugzeug-Werken (HFW) in Berlin-Johannisthal und dem Hamburger Flugzeugbau (HFB) in Hamburg gebaut werden. Dornier hatte schon lange den Wunsch, im Norden Deutschlands für die Wasserflugzeuge ein Zweigwerk an der See zu eröffnen. Nunmehr eingebunden in die Vorausplanungen der seit der Machtergreifung Hitlers regierenden NSDAP zur Industrie- und Beschäftigungspolitik, die sich später als strategische Verlagerungsplanungen und Vorbereitungen für einen Krieg entpuppten, wurde Dornier die in Insolvenz gegangene und in Zwangsverwaltung befindliche Maschinenfabrik Podeus in Wismar angeboten.
Dornier griff zu, weil er eine gut ausgestattete Maschinenfabrik vorfand und auf gut ausgebildete Facharbeiter traf, die auf Tätigkeiten im Flugzeugbau umgeschult werden konnten und gründete am 1. Dezember 1933 die Dornier-Werke Wismar. Auf dem Podeus-Gelände wurden als Werk I vorhandene Verwaltungsgebäude, Werkstätten und Lager übernommen und angepasst; am Haffeld entstanden als Werk II zusätzlich Werfthallen, Start- und Landebahnen und Hangare. 1938 wurden die in Lübeck und Reinickendorf entstandenen Dornier-Produktions- und Zulieferbetriebe mit Wismar zur Norddeutsche Dornier-Werke GmbH (NDW) zusammengefasst.
Zuerst wurden in Wismar nur aus den Dornier-Werken im Süden angelieferte Komponenten montiert. Dann wurden Teile auch dort gefertigt. Durch den Neu- und Umbau der Gebäude konnte man rationelle Montagestraßen und Paketfertigung aufbauen. Die Beplankungsbleche wurden beispielsweise nicht mehr am Flugzeug angepasst, sondern im Paket in Vorrichtungen geschnitten, gebogen, gebohrt und sogar lackiert. Bis 40 Flugzeuge im Monat verließen das Werk in Wismar.
Gefertigt wurden zunächst die Baumuster Do 11, Do 13 und Do 23. Nach der Einführung der zentralen Zuweisung von Baumustern durch das Reichsluftfahrtministerium folgten dann die fremden Baumuster Junkers W 34, Heinkel He 111 und Junkers Ju 88, bis schließlich mit der Do 217 im Jahr 1941 wieder ein Dornier-Flugzeug bei den NDW in Produktion ging. 1942 wurde in Neustadt-Glewe ein weiteres Dornier-Werk eingerichtet. Ab 1943 wurden im Rahmen des „Jägerprogramms“ bei den NDW ausschließlich Focke-Wulf Fw 190 gebaut. Zu der ab 1944 auch in Wismar vorgesehenen Montage des Kampfflugzeuges Do 335 kam es nicht mehr. Mehr als 7000 Mitarbeiter waren in den NDW-Betrieben – einschließlich der Außenbetriebe – eingesetzt, wie in allen deutschen Rüstungsbetrieben des Zweiten Weltkrieges auch Zwangsarbeiter und KZ-Häftlinge.
Das Wismarer Werk wurde während des Zweiten Weltkrieges durch zwei Bombenangriffe schwer getroffen. Nach der Demontage der Überreste durch die sowjetische Besatzungsmacht und der Übergabe der Anlagen an das Land Mecklenburg entstand im wieder aufgebauten Werk I an der Dr-Leber-Straße ab 1948 eine Fahrzeugbau und -Reparaturwerkstatt, aus der wenig später der VEB Alubau Wismar wurde. Im Wismarer Werk II an der Kopenhagener Straße gründete die Rote Armee 1946 eine Schiffsreparaturwerft, aus der die spätere Mathias-Thesen-Werft entstand. Das Haffeld wurde abgeriegelt und bis 1990 von der UdSSR militärisch genutzt.